# スターピープル (ニューエイジ)
スターピープル (スターシードとしても知られる ）は、 ニューエイジ の思想である。アメリカの超常現象研究科ブラッド・スタイガ― の1976年の著書『水瓶座の神』 では、 地球外生命体にルーツを持ち、人間として地球に生まれてきた人や、既存の人間の体に入り込んだウォークインと呼ばれる人について述べられている。彼が提唱するスターピープルのコンセプトは、宇宙人と人間とのハイブリッド説に見られるものと同様だが、命名は ネイティブアメリカンの言い伝えに由来している。

## 概念
スタイガーは1976年の著書『スターピープル』の中で、UFOコンタクティーを”地球外生命体による訪問と関連する特別な遺伝子情報を持つ人々”としている。
彼らは人間として生まれたので、地球外生命体としての自分のアイデンティティや、そのルーツ、人生の目的についての健忘症と無力感に苦しんでいると主張する。
覚醒の過程では、時間をかけて自分の本来の姿を思い出したり、突然、劇的な目覚めを経験すると言われる。こうしたプロセスを経て、彼らは自分のルーツやミッションに関する記憶を取り戻す。  また、直感やサイキック能力が向上したり、自我を越えたより普遍的な"自己"に目覚めることも、よくある経験となる。さらに、 物理的・非物理的な地球外生命体とのテレパシーを通じたコミュニケーションを経験する場合もあり、地球以外の惑星に生命体がいると信じる人もいる。 スターピープルの多くは、自分が他の惑星で暮らしたことがあると信じ、別の世界での記憶を取り戻す人もいる。宇宙船や銀河間旅行、サイキック現象なども、彼らが信じる概念である。
ワシントンポストのジャーナリスト、ジョエル・エイケンバックは、彼の著書のため、プレアデスからのスターシードだという人々にインタビューをした時に、UFO研究家との違いに気付いた。”スターシードとは、伝統的なUFO研究家には理解できないニューエイジ的存在だ。UFO研究家は、地球外生命体の謎に対する答えを求めて、宇宙へと目を向ける。ニューエイジャーは、内面を見つめる。”

## 提唱者
スターピープルやスターシードという概念の提唱者には、プラネタリー・アクティベーション協会の設立者、シェルダン・ナイドルらがいる。
スタイガーによると、 彼は1970年代後半に、フィリップ-K-ディックから自分がスターピープルではないかと疑う内容の手紙をもらったと言う。ディックの小説『ヴァリス』（1981年刊）には、関連するテーマが書かれている。